# Meeksi kommun
Meeksi vald är en kommun i Estland.   Den ligger i landskapet Tartumaa, i den sydöstra delen av landet, 200 km sydost om huvudstaden Tallinn.
Följande samhällen finns i Meeksi vald:
- Mehikoorma
- Aravu
- Meeksi